# 몰트리 패커스
몰트리 패커스(Moultrie Packers는 미국 조지아주 몰트리를 연고지로 했던 마이너 리그 베이스볼 팀이다. 1916년부터 1917년까지 딕시 리그에 속해 있었으며, 1935년부터 1942년까지, 1946년부터 1952년까지, 1955년부터 1957년까지, 1962년부터 1963년까지 조지아 플로리다 리그에 속해 있었다.
또한 다양한 메이저 리그 팀 산하에 있었다. 1935년부터 1936년까지 시카고 화이트삭스, 1937년에 보스턴 레드삭스, 1941년부터 1942년까지 피츠버그 파이리츠, 1948년부터 1949년까지 필라델피아 애슬레틱스, 1950년에 시카고 컵스, 1952년에 뉴욕 자이언츠, 1955년부터 1956년까지 신시내티 레드레그스, 1957년에 필라델피아 필리스, 1962년부터 1963년까지 휴스턴 콜트 45's 산하에 있었다.

## 역대 주요 선수
- 조 애저 - 1956년, 메이저 리그 올스타
- 진 비어든 - 1939년, 1948년 아메리칸 리그 평균자책점 1위
- 텍스 휴슨 - 1937년, 3시즌 메이저 리그 올스타
- 빌 보이셀 - 1938년, 메이저 리그 올스타